# Sberbank Golf Masters
De Sberbank Golf Masters is een jaarlijks golftoernooi voor vrouwen in Tsjechië, dat deel uitmaakt van de Ladies European Tour. Het toernooi werd opgericht in 2011 en vindt sinds 2013 plaats op de Golf Park Plzeň in Pilsen.
Het toernooi wordt gespeeld in een strokeplay-formule met drie ronden en na de tweede ronde wordt de cut toegepast. 

## Golfbanen
| Jaren      | Golfbaan              | Stad   | Info     |
| ---------- | --------------------- | ------ | -------- |
| 2011-2012  | Albatross Golf Resort | Praag  | Par = 72 |
| 2013-heden | Golf Park Plzeň       | Pilsen | Par = 71 |

## Winnaressen
| Jaar                               | Winnaar                            | Score                              | Score                              | Info                               |
| Raiffeisenbank Prague Golf Masters | Raiffeisenbank Prague Golf Masters | Raiffeisenbank Prague Golf Masters | Raiffeisenbank Prague Golf Masters | Raiffeisenbank Prague Golf Masters |
| ---------------------------------- | ---------------------------------- | ---------------------------------- | ---------------------------------- | ---------------------------------- |
| 2011                               | Jade Schaeffer                     | 203                                | –13                                |                                    |
| 2012                               | Melissa Reid                       | 207                                | –9                                 |                                    |
| Honma Pilsen Golf Masters          |                                    |                                    |                                    |                                    |
| 2013                               | Ann-Kathrin Lindner                | 201                                | –12                                |                                    |
| Sberbank Golf Masters              |                                    |                                    |                                    |                                    |
| 2014                               | Julie Greciet                      | 196                                | –17                                |                                    |

| Toernooirecord |  | po = winnares na play-off |